# 囧妈
《囧妈》（英語：Lost in Russia）是一部中国大陸喜剧电影，导演徐峥，主演徐峥、黄梅莹、袁泉、贾冰、郭京飞、欧丽娅。该片由欢喜传媒集团有限公司制作。中国大陸原定于2020年1月24日上映，后因2019冠狀病毒病疫情，于1月23日撤档。1月24日，字节跳动宣布该片改在抖音、今日头条、西瓜视频、抖音火山版、欢喜首映等平台网络首播，供用户免费观看。

## 剧情
小老闆伊萬（徐崢飾）纏身於商業糾紛，卻意外同母親坐上了開往由北京開往俄羅斯莫斯科的K3火車。在旅途中，他和母親發生激烈衝突，同時還要和競爭對手鬥智斗勇。為了最終抵達莫斯科，他不得不和母親共同克服難關，並面對家庭生活中一直所逃避的問題

## 演出
| 演员                             | 角色           | 备注                                                                                             |
| 徐峥                             | 徐伊万         | 小老板，“暖霸”專利开发者之一，自身名字取名來源，是因當年父母因苏联电影《伊万的童年》認識後而得名 |
| 黄梅莹                           | 卢小花         | 徐伊万的母亲，曾在中国驻苏联大使馆工作                                                           |
| 袁泉                             | 张璐           | 徐伊万的妻子，曾与徐伊万共同开发“暖霸”專利，后与徐伊万离婚                                       |
| 贾冰                             | 列车员         | 服務於K3/4次（北京-烏蘭巴托-莫斯科）列車                                                         |
| 郭京飞                           | 郭贴（郭自健） | 徐伊万的助理                                                                                     |
| 黄景瑜                           | 大龙           | 徐伊万公司的司机                                                                                 |
| 高以翔                           | 迈克尔         | 律师，服務張璐訴訟                                                                               |
| 沈腾                             | 孝子           | K3/4次列车乘客                                                                                   |
| 宋小宝                           | 东北大哥       | 在俄罗斯参加热气球大赛的热气球驾驶员                                                             |
| 黄渤                             | 亿万富翁       | K3/4次列車乘客，片尾曲後(串場演出)                                                               |
| Magnytskao Olga                  | 娜塔莎         | K3/4次列车乘客，在中国学习古汉语的俄罗斯留学生                                                   |
| 陈琦                             | 孝子奶奶       | K3/4次列车乘客                                                                                   |
| 吴云芳                           | 孝子妈妈       | K3/4次列车乘客                                                                                   |
| 张建亚                           | 马晓兵         |                                                                                                  |
| 脑门额尔德尼                     | 蒙古丈夫       | K3/4次列车乘客                                                                                   |
| 朱莉娜                           | 蒙古妻子       | K3/4次列车乘客                                                                                   |
| Fursov Sergey                    | 小谢尔盖       |                                                                                                  |
| Negrivoda Andrey                 | 老谢尔盖       |                                                                                                  |
| Siman Evald                      | 维克多         |                                                                                                  |
| Kramarenko Victor                | 婚礼新郎       |                                                                                                  |
| Budrina Maria                    | 婚礼新娘       |                                                                                                  |
| Zamkovoy Vitaly                  | 婚礼厨师       |                                                                                                  |
| Patrick Oliver Jones             | 皮特           |                                                                                                  |
| Christopher Thompson             | 律师           | 纽约律师                                                                                         |
| Chris Sirois Darby Glynn Puckett | JLD经理        |                                                                                                  |

## 花絮
该片绝大多数的镜头于俄罗斯拍摄，在俄罗斯的拍摄地点就有5-6个，包括贝加尔湖、莫斯科和圣彼得堡周边城市、伊尔库茨克等地。全片有1023个视效镜头，亦做了大量的视觉预演。
而在该片撤档前，该片也为视障人士推出了无障碍版，计划在上海首批53家“至爱影院”上映。无障碍版附带解说内容，可供视障人士理解电影内容。1月23日，无障碍版如期在上海首批53家“至爱影院”上映。

## 发行
影片原定于2020年1月24日在中国大陆上映，后因COVID-19疫情，于1月23日撤档。1月24日，字节跳动宣布该片改在抖音、今日头条、西瓜视频、抖音火山版、欢喜首映等平台网络首播，供用户免费观看，此举使影片出品方之一欢喜传媒获得字节跳动6.3亿元的在线视频内容合作款项，股价一度最高上涨到32.85%至每股1.82港元。
然而，免费首播造成电影行业蒙受巨大损失，多个省市的部分电影院线公司向国家电影局发出紧急请示，要求电影局紧急叫停《囧妈》在线播放的行为。其中，浙江电影行业要求欢喜传媒立即停止网络首播，否则会联合抵制徐峥后续的作品。